# Ted Osborne
Ted Osborne (Oklahoma, 6 febbraio 1910 – Contea di San Mateo, 12 marzo 1968) è stato un fumettista statunitense, nonché autore radiofonico e d'animazione, ricordato per il suo contributo alla creazione e alla definizione, negli anni trenta, di personaggi dei cartoni animati di Walt Disney.
Ted Osborne trascorse un decennio (dal 1931 al 1940) a lavorare come scrittore ai Walt Disney Studios. Inizialmente fu assunto come autore per uno show radiofonico su Topolino. Tra il 1932 e il 1937 scrisse le strisce giornaliere di Mickey Mouse e le pagine domenicali delle Sinfonie allegre, rispettivamente disegnate da Floyd Gottfredson e Al Taliaferro. Con quest'ultimo è accreditato come co-creatore di Qui, Quo e Qua.
Nel 1940 lasciò l'industria dell'animazione e del fumetto.